# Garmisch-Partenkirchen (huyện)
Garmisch-Partenkirchen là một huyện ở bang Bayern, Đức. Huyện này giáp các huyện (từ phía tây theo chiều kim đồng hồ): Ostallgäu, Weilheim-Schongau và Bad Tölz-Wolfratshausen, và bang của Áo Tyrol.

## Thị xã và đô thị
The district includes no towns. All places have the status of Đô thị.
| 1. Bad Bayersoien 2. Bad Kohlgrub 3. Eschenlohe 4. Ettal 5. Farchant 6. Garmisch-Partenkirchen 7. Grainau 8. Großweil | 1. Krün 2. Mittenwald 3. Murnau am Staffelsee 4. Oberammergau 5. Oberau 6. Ohlstadt 7. Riegsee 8. Saulgrub | 1. Schwaigen 2. Seehausen am Staffelsee 3. Spatzenhausen 4. Uffing 5. Unterammergau 6. Wallgau |